# Indicatif régional 649

L'indicatif régional 649 est l'indicatif téléphonique régional des Îles Turques-et-Caïques.
L'indicatif régional 649 fait partie du Plan de numérotation nord-américain.
Pour un appel à l'intérieur des Îles Turques-et-Caïques, il suffit de composer les 7 chiffres du numéro de l'abonné. Pour un appel vers les Îles Turques-et-Caïques en provenance d'un autre endroit du Plan de numérotation nord-américain (par exemple, à partir du Canada ou des États-Unis), il faut composer 1-649 suivi du numéro à 7 chiffres de l'abonné.

## Historique
Cet indicatif a été créé par la scission de l'indicatif régional 809 en ou vers mai 1997.
Jusqu'en 1995, plusieurs des îles des Caraïbes et de l'Atlantique ont partagé l'indicatif régional 809 à l'intérieur du Plan de numérotation nord-américain. Entre 1995 et 1999, chacune de ces îles a reçu son propre indicatif. Les Îles Turques-et-Caïques ont reçu l'indicatif 649.